# Claudio Ranieri
Claudio Ranieri, född 20 oktober 1951 i Rom, är en italiensk fotbollstränare och före detta professionell spelare. Bland annat är han känd för superskrällen då Leicester City FC 2016 vann Premier League med Ranieri som tränare.

## Spelarkarriär
Claudio Ranieri började sin karriär som professionell fotbollsspelare i AS Roma, men fick endast göra sex framträdanden under sina två säsonger i klubben. Han tillbringade större delen av sin karriär som försvarare i FC Catanzaro (1974-1982), Catania (1982-1984) och Palermo (1984-1986).

## Tränarkarriär

### Campania, Cagliari
Efter att ha tränat amatörlaget Vigor Lamezia fick han sitt första riktiga uppdrag i Campania, en liten klubb i Pozzuoli som han tog över 1987. Men det var i Cagliari han gjorde ett namn för sig efter att ha lyckats flytta upp klubben till Serie A från den tredje nationella divisionen Serie C1.

### Napoli
Han flyttade för att träna Napoli i två säsonger. Trots att laget kom på fjärde plats i Serie A vann han inga priser. Han introducerade däremot Gianfranco Zola till A-laget och bytte ut Diego Maradona.

### Fiorentina
Han skrev på för Fiorentina år 1993 och ordnade uppflyttning från Serie B under sin första säsong som tränare i klubben. Han nådde genast framgångar i Serie A och vann både Coppa Italia och SuperCoppa Italiana år 1996.

### Valencia
Han var tränare från 1997 till 1999 och ledde Valencia till Uefa Champions League och Copa del Rey år 1997.
Han var ansvarig för utvecklingen av flera unga spelare i klubben, bland andra Gaizka Mendieta, Miguel Angel Angulo, Javier Farinós och David Albelda. Ranieri värvade också flera spelare som skulle komma att bli mycket framgångsrika i Mestalla, bland andra målvakten Santiago Canizares och den argentinska anfallaren Claudio López.

### Atlético Madrid
Ranieri kom till klubben 1999 men som tränare i Atlético Madrid försämrades klubbens ekonomi och när de befann sig på gränsen till nedflyttning valde Ranieri att säga upp sig innan han kunde sparkas av Atleticos gamla ägare Jesus Gil, som var känd för att sparka åtskilliga managers.

### Chelsea
Som överhuvud i Chelsea från den 18 september 2000 till den 31 maj 2004 fick Ranieri jobba hårt för att få bukt med språket. När han kom till Londonklubben kunde han bara tala begränsad engelska men lyckligtvis hade klubben några få som kunde tala både italienska och spanska och som kunde hjälpa honom att översätta. Hans första säsong var en tid av förträffliga resultat och Chelsea nådde sjätte plats i ligan och en välförtjänt plats i Uefacupen.
Ranieri jobbade hårt för att förnya laget sommaren 2001 och ändrade om mittfältet totalt genom att värva Frank Lampard från West Ham United, Emmanuel Petit och Boudewijn Zenden från FC Barcelona och Jesper Grønkjær från Ajax Amsterdam, och även William Gallas från Olympique Marseille för över 30 miljoner pund. Han fick, hur som helst, mycket hård kritik för att ha sålt fansens favoritspelare Dennis Wise och för det faktum att Chelseas resultat i ligan inte förbättrades särskilt mycket med ännu en sjätte plats, men de nådde FA-Cupfinalen trots att de förlorat 2-0 mot Arsenal.
Den 31 maj 2004, efter nästan ett år av spekulationer, blev han äntligen fri från sina tränaruppgifter i Chelsea och hans jobb gick till portugisen José Mourinho som hade lett FC Porto till europeiska framgångar med seger i Uefacup-finalen 2003 och Champions League-finalen 2004.
Ranieri publicerade i september 2004 en bok med titeln ”Proud Man Walking”, om sitt sista år som tränare i Chelsea. Alla vinster gick till Great Ormond Street Sjukhus i London.

### Valencia igen
Den 8 juni 2004 återvände Ranieri för ett andra försök som tränare för Valencia.
Ranieri gjorde ett antal värvningar från Serie A, och spenderade pengarna på Marco Di Vaio, Stefano Fiore, Bernardo Corradi och Emiliano Moretti. 
Han sparkades den 25 februari 2005 efter att laget blivit utslaget i Uefacupen mot Steaua Bukarest.

### Parma
Den 12 februari 2007, en dag efter den tjugotredje matchdagen i Serie A tillkännagavs det att Ranieri blev den nya tränaren i Parma.

### Juventus
Den 4 juni 2007 tog Ranieri över som tränare i Juventus. Han fick sparken sommaren 2009.

### Roma
Den 1 september 2009 tog Ranieri över som tränare i AS Roma. Den 20 februari 2011 avgick han efter ett antal misslyckanden med klubben den sista tiden.

### Inter
Den italienska storklubben Inter bekräftade den 22 september 2011 att man tillsatt Ranieri som ny tränare. Kontraktet sträcker sig fram till 2013. Fick sparken från Inter 26 mars 2012. 

### Leicester City
Den 13 juli 2015 blev det klart att Ranieri tog över som tränare för Leicester City FC med ett kontrakt på tre år. Där ledde han klubben, som säsongen innan varit på randen till nedflyttning, till vad som av många kallats Premier League-historiens största sensation och till och med fotbollseuropas största, när han tog hem ligatiteln i England. Han lyckades med att få i princip hela laget att kraftigt överprestera och spelare som  N'Golo Kanté, Jamie Vardy  och Riyad Mahrez fick sina stora genombrott. Säsongen därpå gick det tyngre i ligan, men klubben fortsatte att imponera i Uefa Champions League där man tog sig till kvartsfinal. Trots den fullständigt otroliga prestationen säsongen innan valde klubben i februari 2017 att sparka Ranieri, ett beslut som fått stenhård kritik från flera håll.

### Roma
Den 8 mars 2019 presenterades Ranieri som tillfällig efterträdare till den sparkade Eusebio Di Francesco.

### Watford
Den 4 oktober 2021 presenterades Ranieri som ny tränare för Watford där han signerade ett tvåårskontrakt. Hans första match blev en 5–0-förlust mot Liverpool. Ranieris första seger som Watfordtränare kom mot Everton i hans andra match som ansvarig, Watford vann matchen med 5–2. Den 24 januari 2022 blev Ranieri avskedad från Watford.